# اوروکوئه
اوروکوئه (انگلیسی: Orocué) یک منطقه مسکونی در کشور کلمبیا است.